# Опач-Кольонія
Опач-Кольонія (пол. Opacz-Kolonia) — село в Польщі, у гміні Міхаловіце Прушковського повіту Мазовецького воєводства.
Населення — 1513 осіб (2011).
У 1975-1998 роках село належало до Варшавського воєводства.

## Демографія
Демографічна структура станом на 31 березня 2011 року:
|          | Загалом | Допрацездатний вік | Працездатний вік | Постпрацездатний вік |
| -------- | ------- | ------------------ | ---------------- | -------------------- |
| Чоловіки | 718     | 142                | 485              | 91                   |
| Жінки    | 795     | 148                | 470              | 177                  |
| Разом    | 1513    | 290                | 955              | 268                  |